# Харлекуинс
Футбольный клуб «Харлекуин», также именуемый «Харлекуинс» (с англ. — «Арлекины») или просто «Куинс» — английский регбийный клуб, выступающий в Премьер-лиге. Команда проводит домашние матчи на арене «Туикенем Ступ», способной вместить 14 800 зрителей. «Харлекуинс» считается одним из старейших регбийных клубов в Англии, в 1871 году он стал одним из 21 основателей Регбийного союза, а в 1987 году и турнира, ставшего прообразом современной Премьер-лиги.
Несмотря на успехи на континентальном уровне (победы в Европейском кубке вызова 2000/01 и 2004/05) и большое количество игроков сборных, клуб долгое время безуспешно пытался стать чемпионом страны. Премьер-лига покорилась «Харлекуинс» в сезоне 2011/12, тогда же команда в третий раз выиграла второй по значимости еврокубок. С 1987 года «Куинс» покидали высший дивизион лишь однажды в 2005 году, но сразу уже в следующем сезоне заработали повышение.
Абсолютным рекордсменом клуба по числу набранных очков является новозеландский флай-хав Ник Эванс, набравший за 208 игр 2249 очков; он выступал за команду с 2008 по 2017 годы, войдя в её тренерский штаб как тренер нападающих в 2017 году

## История

### Формирование и ранние годы
Клуб основан в 1866 г. под названием «Хэмпстед» (Hampstead Football Club), в следующем году состоялся первый документированный матч. В 1870 г. команда получила нынешнее название (Harlequin Rugby Football Club). По одной из версий, переименование связано с тем, что многие игроки уже не являлись жителями Хэмпстеда, однако регбистам хотелось сохранить уже привычную аббревиатуру HFC. Слово Harlequin было найдено в словаре, и все присутствовавшие на собрании поддержали данный вариант. Тем не менее, некоторые регбисты отказались выступать под новым именем и создали альтернативный клуб, известный ныне как «Лондон Уоспс».
В течение первых сорока лет существования клуб сменил 15 домашних арен. После 1909 г. «Харлекуинс» принимали гостей только на трёх.
В 1906 г. регбийный союз Англии (Rugby Football Union) предложил руководству клуба использовать стадион «Туикенем», используемый сейчас сборной Англии. Тогда же арена принимала всего один-два международных матча за сезон, и «Харлекуинс» приняли предложение.

### 1961, первое восточноафриканское турне
В 1961 г. команда отправилась в турне по Восточной Африке совместно с южноафриканскими коллегами из «Претория Харлекуинс». Инициаторами турне стали клуб «Кения Харлекуин» и Восточноафриканский союз регби. Англичане одержали победу в пяти матчах и один свели вничью. Поездка отмечена двумя примечательными событиями. Впервые три родственные команды (из Англии, Кении и Южной Африки) большого клуба сыграли друг с другом в организованной серии. Кроме того, 19 дней, которые «Харлекуинс» провели за рубежом, стали рекордными для британского регби на тот момент. Впрочем, команда из Претории сумела установить ещё более значимый рекорд: регбисты провели в турне четыре недели, проведя восемь матчей и сыграв одну встречу на пути домой, в Родезии.
Лондонская команда прибыла в Энтеббе 4 мая. Соперником британцев в первом матче стала национальная сборная Уганды. Игра состоялась 6 мая в Кампале и завершилась победой «Харлекуинс» со счётом 44-13. В следующих матчах против сборной Западной Кении (в Китале) и «Претория Харлекуинс» (Найроби) англичане также одержали победы (24-6 и 13-11 соответственно). Две очередные встречи прошли в том же месте. Англичане переиграли хозяев (16-0) и сборную Центральной провинции Кении. Последний для лондонцев матч прошёл в Накуру 20 мая. Соперник — сборная Кении — был обыгран со счётом 8-0. Игра прошла под проливным дождём, который, тем не менее, не испортил жёсткое покрытие.
Проводы команды 23 мая прошли при присутствии огромного числа местных поклонников регби. Приземлившись в Энтеббе на следующий день, спортсмены вызвали ликование болельщиков из Уганды.

### Профессиональный период
Введение системы лиг в 1987 г. сделало английское регби более конкурентным. «Харлекуинс» находились в элитном дивизионе вплоть до 2005 г.
Дважды команда побеждала в турнирах на вылет, организованных Регбийным союзом: в 1988 г. клуб одержал победу в Англо-валлийском кубке, а в 1991 г.— в кубке Пилкингтона. Кроме того, лондонцы играли в финале в 1992, 1993 и 2001 гг.
Клуб удерживает мировой рекорд по количеству регбистов, делегированных в финал Чемпионата мира. В решающем матче второго розыгрыша турнира, проведённого в ноябре 1991 на арене «Твикенем», приняли участие восемь спортсменов, представлявших команду. За сборную Англии выступали Уилл Карлинг, Саймон Холлидей, Джейсон Леонард, Брайан Мур, Пол Экфорд, Микки Скиннер и Питер Уинтерботтом, австралийскую же команду представлял Трой Кокер.
В 2000 г. была сформирована любительская команда клуба — «Харлекуин Аматорс».
«Харлекуинс» стали первым британским клубом, выигравшим Европейский кубок вызова в 2001 г., обыграв в финале «Нарбонн» со счётом 42–33. Команда стала первым двукратным обладателем трофея, одержав победу над «Клермон-Овернь» (27–26). Матч состоялся 22 мая 2004 г.

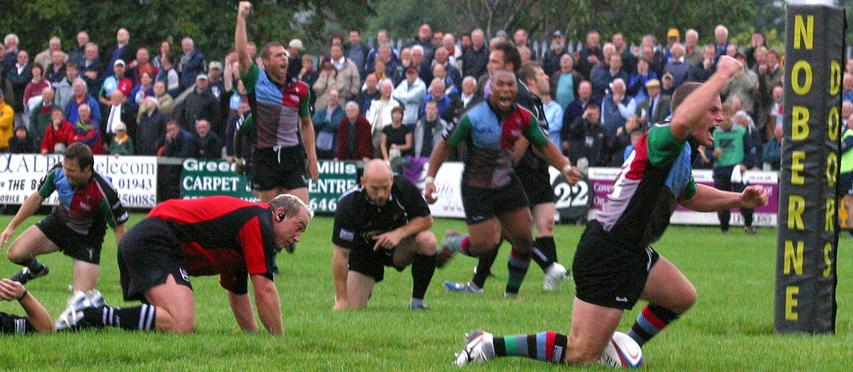
Команда в сезоне 2005/06

В 2005 г. команда выбыла в Первый дивизион, завершив сезон на последнем месте в Премьер-лиге. В июле того же года руководство объявило о заключении партнёрского соглашения с «Лондон Бронкос» — клубом регбилиг. Команды совместно использовали арену «Ступ» с сезона 2006 г. Одним из условий сделки было переименование «Бронкос» в «Харлекуинс Регбилиг», хотя клубы управлялись разными структурами.
В розыгрыше Первого дивизиона сезона 2005/06 «Харлекуинс» представляли мощнейшую силу. Регбисты одержили победу в 25 матчах из 26, им удалось провести победную серию из 19 игр. Первое и единственное поражение в лиге лондонцы потерпели от «Эксетера» 25 февраля. В среднем команда набирала около 40 очков за матч, регбисты заносили четыре и более попытки в 20 встречах, средний отрыв в счёте от соперников превысил 25 очков. Возвращение в высшую лигу было обеспечено 1 апреля, когда оставалось сыграть ещё четыре матча. Тогда «Харлекуинс» разгромили «Седжли Парк» (65–8), в то время как их единственные конкуренты в борьбе за титул, «Бедфорд Блюз», проиграли «Эксетеру» (23-26).
В 2008 г. сборная Англии отправилась в тур по Новой Зеландии, для участия в котором тренер национальной команды Мартин Джонсон вызвал четырёх регбистов «Харлекуинс»: Ника Истера, Дэвида Стреттла, Майка Брауна и Дэнни Кэра. Пятеро спортсменов пополнили состав сборной команды «Саксонс» для участия в кубке Черчилля, проходившего на полях США и Канады. Ими стали Том Гест, Крис Робшоу, Эдриан Джарвис, Уго Моние и Уилл Скиннер, избранный капитаном.

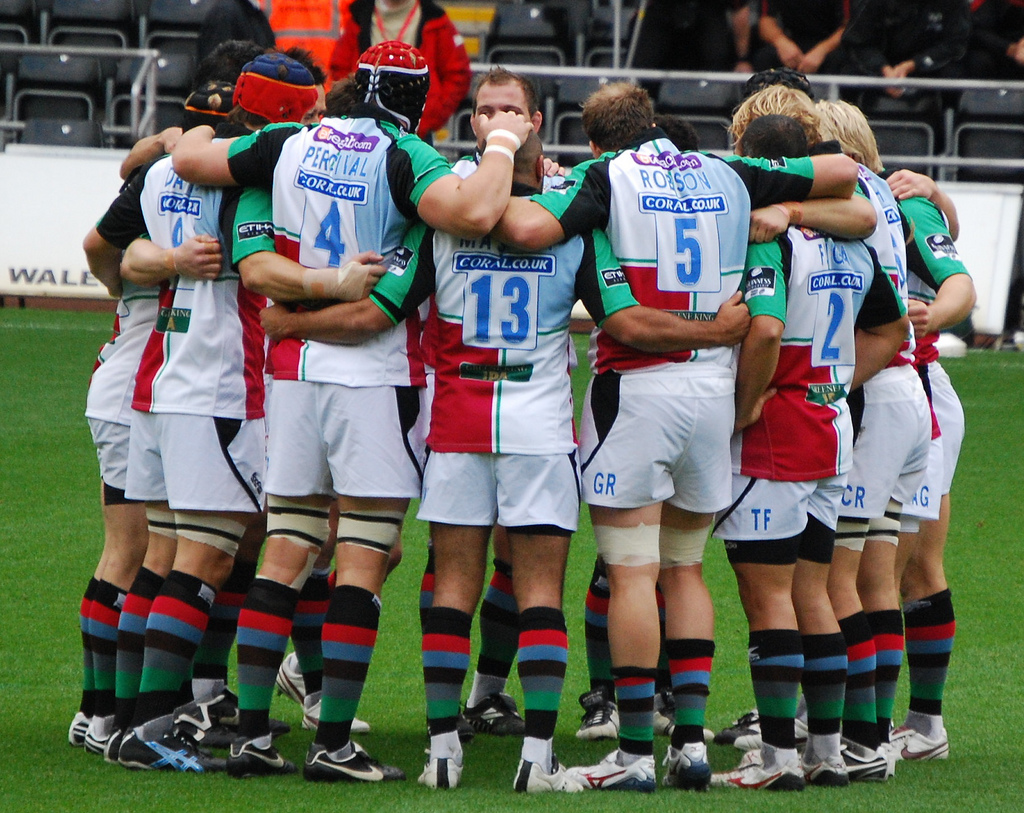
Команда в сезоне 2008/09

### Сезон 2007/08
В этом сезоне команда выиграла 12 из 22 матчей в Премьер-лиге и заняла шестое место по итогам чемпионата. Положение «Харлекуинс» в начале турнира было достаточно шатким: клуб последовательно занимал второе, третье и четвёртое место. Во второй половине сезона лондонцы вновь поднялись на третью позицию, проведя серию из 7 побед в 9 играх. Однако три последовавших затем поражения от «Лондон Айриш», «Сейл Шаркс» и «Лестер Тайгерс» отбросили «Харлекуинс» на шестое место, которое не позволяло принять участие в плей-офф.
Два регбиста «Харлекуинс» — Дэнни Кэр и Крис Робшоу — были номинированы на получение награды «Открытие сезона» (англ. Land Rover Discovery of the Season). Тренер Дин Ричардс попал в шорт-лист премии лучшему спортивному директору лиги (англ. O2 Director of Rugby of the Season). Кроме того, попытка Тома Геста в матче 13 апреля 2008 г. против «Лидс Карнеги» могла быть признана лучшей в сезоне (англ. MBNA Try of the Season).

### Сезон 2008/09
По завершении сезона 2007/08 команду покинули Эдриан Джарвис, Хол Ласком, Крис Хала'уфиа, Пол Волли, Николас Спангеро, Саймон Кио, Рикки Неббетт и Райан Маньика. К началу нового соревновательного года «Харлекуинс» усилились пятью регбистами: центровым «Лондон Айриш» Гонсало Тьези, форвардом Нилом Макмилланом из «Ольстера», флай-хавом «Окленд Блюз» Ником Ивэнсом, вингом Эпи Таионе и бэком Ваисеа Лувенияли из Тонго и Фиджи соответственно.
Клуб занял второе место в розыгрыше национального чемпионата. Игра в плей-офф против будущих финалистов «Лондон Айриш» завершилась сокрушительным поражением (0-17).
В том же сезоне «Харлекуинс» провели свою первую «Большую игру» на «Твикенеме» с «Тайгерс». 52 тысячи зрителей стали свидетелями боевой ничьи: 26-26.
В Кубке Хейнекен лондонцам удалось занять первое место в группе. Англичане нанесли два поражения «Стад Франсе», причём игра в Париже привлекла 80 тысяч болельщиков. В четвертьфинале «Харлекуинс» проиграли «Ленстеру» (5-6), который затем стал победителем турнира. Именно в том матче разразился печально известный «Бладгейт».

### Сезон 2009/10
Результаты команды в этом сезоне сильно контрастировали с достижениями прошлого года. Последствия «Бладгейта», всё ещё сказывавшиеся на репутации клуба, не позволили регбистам выступать эффективно. «Харлекуинс» заняли восьмое место в лиге и выбыли из Кубка Хейнекен после группового этапа, не одержав там ни одной победы. Неудачное выступление в чемпионате лишило команду возможности выступать в наиболее престижном европейском турнире, впервые за три года.
Клуб провёл вторую свою «Большую игру» на арене «Твикенем». Регбисты проиграли соперникам из «Уоспс» со счётом 20-21, однако статус матча привлёк на трибуны 76000 зрителей.
Дин Ричардс покинул пост в августе 2009 г., в марте следующего года его заменил Конор О'Шей.

### Сезон 2010/11
Команда выступала с переменным успехом в течение сезона. Заняв седьмое место в чемпионате, клуб не квалифицировался для участий в Кубке Хейнекен. Однако регбисты подтвердили наличие амбиций и потенциала, проведя несколько запоминающихся встреч в Кубке Эмлин на пути к финалу турнира. В полуфинале был повержен ирландский «Манстер». «Харлекуинс» стал вторым клубом в истории, которому удалось победить сборную ирландской провинции на её поле в рамках еврокубков. Решающий матч также принёс победу англичанам, уже в третий раз завоевавшим данный трофей. Соперником «Харлекуинс» был французский «Стад Франсэ», итоговый счёт — 19:18.

### Сезон 2011/12
Команда успешно стартовала в чемпионате, одержав победу в первых десяти матчах. Затем последовало поражение от «Сарацинс» на «Твикенеме» в рамках «Большой игры». Тогда же был установлен рекорд лиги по числу зрителей — за матчем наблюдали 82 тысячи болельщиков. В ответной встрече на арене «Уэмбли», завершившейся успехом «Харлекуинс», было установлено новое достижение: на игру пришли 83 761 любителей регби. После поражения столичная команда продолжила демонстрировать качественную игру, проиграв за оставшийся период лишь три матча и заняв первое место в чемпионате. 12 мая 2012 г. лондонцы принимали «Нортгемптон». Встреча завершилась победой хозяев (25-23), обеспеченной попыткой Джо Марлера, занесённой на 77-й минуте. 26 мая состоялась встреча с «Лестером» в финале Премьер-лиги (соперники «Харлекуинс» обыграли в полуфинале «Сарацинс»). Лондонский клуб в сезоне 2011/12 принял участие в Kубке Хейнекен, так как за год до этого регбисты завоевали кубок Эмлин. Однако в четвертьфинале престижнейшего еврокубка уступили «Коннахту». Клуб получил возможность защитить титул обладателя кубка Эмлина и продолжить европейский сезон. Тем не менее, этому воспрепятствовали французские регбисты из «Тулона», решительно обыграв англичан. «Харлекуинс» также участвовали в кубке LV=, где не смогли выйти из группы, дважды выиграв и дважды проиграв.

## Стадион

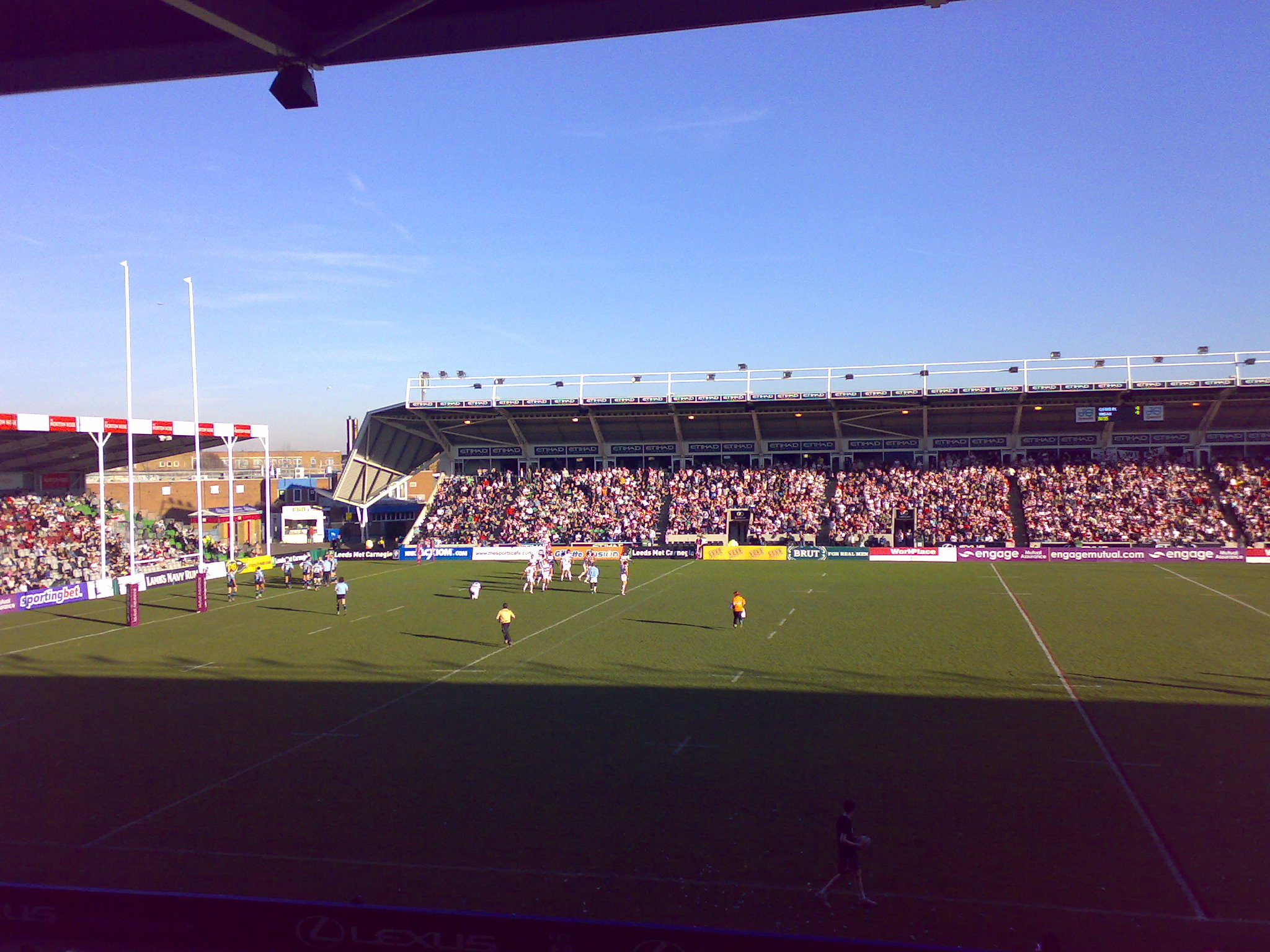
«Ступ»

«Твикенем Ступ» расположен на юго-западе Лондона. Стадион назван в честь бывшего английского регбиста Эдриана Ступа, выступавшего за национальную сборную. Ступ был игроком и впоследствии президентом «Харлекуинс».
Арена, изначально предназначенная для атлетических соревнований, перешла во владение клуба в 1963. В первые годы «Харлекуинс» использовали стадион в качестве тренировочной площадки, со временем там стали проводиться домашние матчи лондонцев. Расположение «Ступ» позволило руководству постепенно расширять и модернизировать арену. На данный момент стадион способен вместить 14 816 зрителей. До 2005 г. объект носил название Stoop Memorial Ground.

## Бладгейт
Во время полуфинала Кубка Хейнекен 2008/09 против «Ленстера» винг «Харлекуинс» Том Уильямс был травмирован и заменён. Сопутствуемая кровотечением травма, как выяснилось позже, была фальсифицирована. Расследование, проведённое структурами Европейского регбийного кубка и Регбийного союза Англии, показало, что подобные ситуации были инсценированы регбистами команды четырежды. Целью подобных симуляций было получение права на тактическую замену. Эти обстоятельства привели к годичной дисквалификации Уильямса, урезанной до 4 месяцев после апелляции. Запрет на деятельность в течение трёх лет получил бывший спортивный директор Дин Ричардс. Физиотерапевт Стив Бреннан был дисквалифицирован на два года. Кроме того, клуб выплатил штраф в размере £260,000
Вскоре президент клуба Чарлз Джиллингс объявил об уходе с поста, в то время как врач клуба Уэнди Чэпмен была отстранена от работы Главным медицинским советом (она порезала губу Уильямса, чтобы скрыть использование капсулы с кровью). 2 сентября 2009 г. стало известно, что клуб не будет исключён из розыгрыша Kубка Хейнекен по решению организаторов. Спортивные чиновники обосновали свой вердикт большим количеством штрафов и дисквалификаций, уже наложенных на клуб.
С подачи СМИ скандал получил название «Бладгейт».

## Текущий состав
Состав «Харлекуинс» на сезон 2017/18:

## Титулы и трофеи

### Основные соревнования
- Английская Премьер-лига
  -  Победитель: 2011/2012
- Англо-валлийский кубок
  -  Победитель (3): 1987/88, 1990/91, 2012/13
- Европейский кубок вызова
  -  Победитель (3): 2000/01, 2003/04, 2010/11
  -  Финалист (1): 2015/16
- Первый дивизион
  -  Победитель: 2005/06
- Национальный трофей Powergen
  -  Победитель: 2005/06

### Другие турниры
- Авива Лига А (2): 2003/04, 2012/13
- Мидлсекс Севенс (14): 1926, 1927, 1928, 1929, 1933, 1935, 1967, 1978, 1986, 1987, 1988, 1989, 1990, 2008
- Мелроз Севенс: 1987
- Гленгарт Севенс: 1986
- Кубок Миддлсекса: 1983
- Национальный трофей U19: 2005